# Ourbnissi

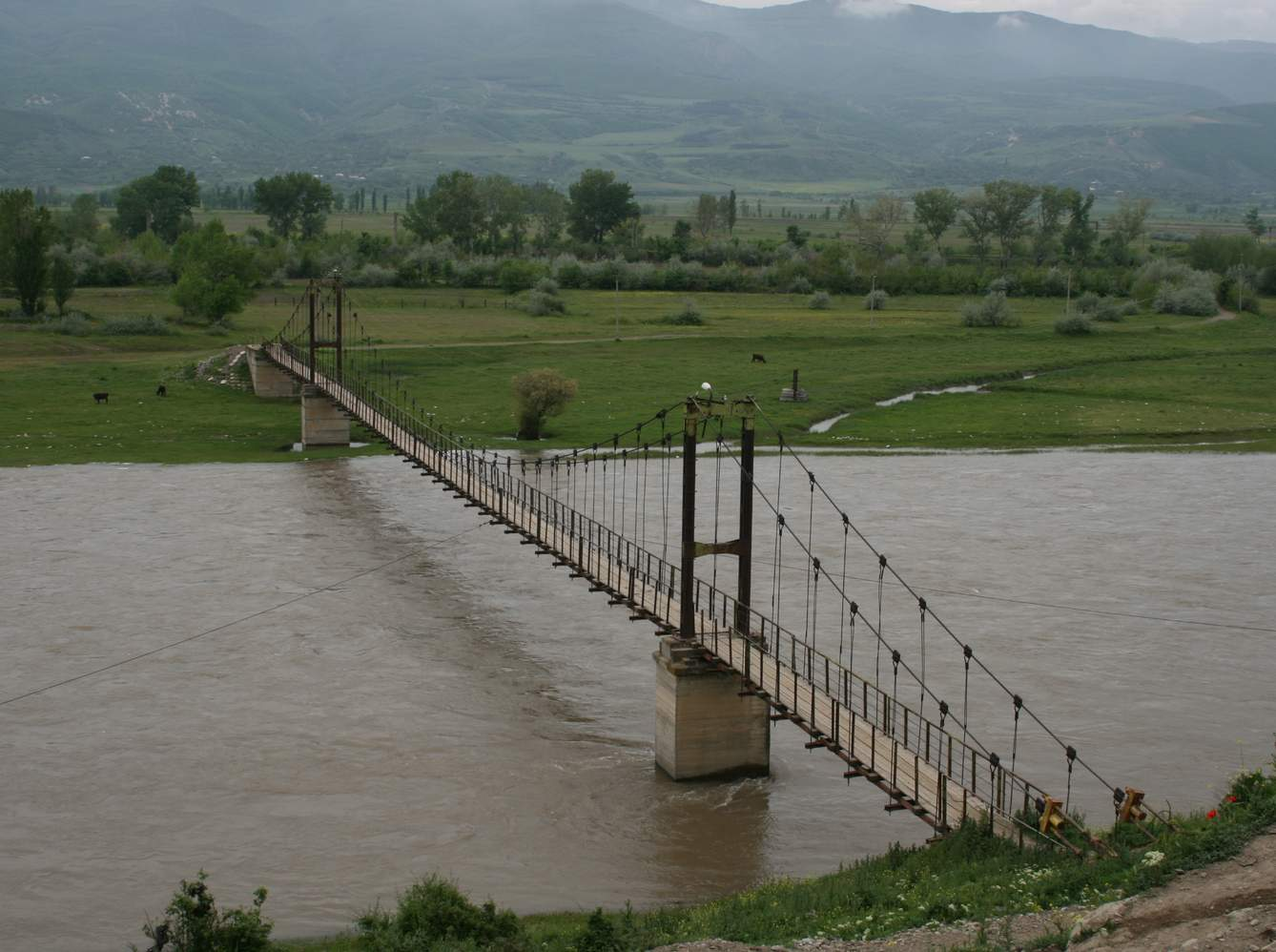

Ourbnissi (en géorgien : ურბნისი) est un village géorgien de la région de Kartlie intérieure, situé dans le district de Kareli.
Situé sur la Koura, Ourbnissi était une importante ville de l'Ibérie antique et de Géorgie médiévale et était connue par les Grecs et les Romains. Des études archéologiques ont démontré que le site était habité dès le IIIe millénaire av. J.-C. L'établissement grandit de plus en plus avant de devenir une ville avec un commerce et une culture florissant au IVe siècle av. J.-C. Les ruines d'une forteresse, de riches bains, de sanctuaires païens et même d'un temple juif suggèrent l'importance de la ville. Des structures brûlées et des pierres rondes de catapulte indiquent que la ville aurait pu être assiégée et pillée vers le IIIe siècle av. J.-C. Une nouvelle ère de la vie d'Ourbnissi commença avec la conversion de l'Ibérie au christianisme. Depuis le IVe siècle, elle devient un majeur centre de la culture orthodoxe géorgienne. Du VIe siècle au VIIe siècle, un fort système de fortifications est érigé autour de la ville, mais cela n'empêcha tout de même pas le général arabe Marwan (calife de 744 à 750) de prendre la ville dans les années 730. À la suite de cette invasion, la ville déclina pour devenir un petit village. Toutefois, le monastère de Saint-Étienne d'Ourbnissi continua à préserver sa fonction de centre de diocèse orthodoxe géorgien.
Le monastère est une basilique à trois nefs datant du VIe siècle au VIIe siècle, laquelle fut reconstruite à deux reprises au Xe siècle et XVIIe siècles. Église simple et large, elle est basée sur douze forts piliers pour les trois nefs. Il y a plusieurs inscriptions sur les murs du monastère qui sont dites être les exemples de l'alphabet géorgien du VIe – VIIe siècle.
Près du village se situe une église à dôme construite entre le VIIIe siècle et le IXe siècle, la cathédrale de la Divinité de Rouissi, qui sert de centre à l'éparchie d'Ourbnissi-Rouissi du Catholicossat-Patriarcat de toute la Géorgie.
Ensemble, le monastère d'Ourbnissi et la cathédrale de Rouissi (en) sont connus pour avoir été le siège d'un majeur concile ecclésiastique (en) convenu entre 1103 et 1105 par le roi géorgien David IV le Reconstructeur dans le but de trouver une solution au problème de succession héréditaire au sein de l'Église.